# Lord of Lords
Lord of Lords — альбом Еліс Колтрейн. Він був записаний у Каліфорнії в липні 1972 року і виданий у 1973 році лейблом Impulse! Records, її останній реліз для лейблу. На альбомі Колтрейн грає на фортепіано, органі, арфі, литаврах та перкусії, разом з басистом Чарлі Гейденом, барабанщиком Беном Райлі та струнним ансамблем, яким вона диригувала. Lord of Lords містить три оригінальні композиції, а також уривки з Жар-птиці Ігоря Стравинського та аранжування п'єси «Going Home», яка, в свою чергу, була адаптована з другої частини Симфонії № 9 Дворжака. Це був третій із серії з трьох альбомів (після Universal Consciousness і World Galaxy), на яких Колтрейн виступала з ансамблем струнних.
В анотації до альбому Колтрейн стверджувала, що її «відвідав» Стравинський, з яким вона обговорювала музику і який подарував їй «маленький скляний флакон з прозорою, безбарвною рідиною». Вона прокоментувала: «З того часу я зобов'язана відверто зануритися у творчість великого майстра Стравинського».
За словами продюсера Еда Мішеля, Колтрейн працювала зі струнними, які були першокласними студійними музикантами з класичною освітою, і «відкрила [їх]… так, що вони могли робити абсолютно дивовижні речі». Він стверджував, що після цього «струнники не могли повірити, що вони зробили те, що зробили».
У 2011 році Impulse! перевидав альбом разом із Universal Consciousness як частину компіляції під назвою Universal Consciousness/Lord of Lords.

## Відгуки критиків
У рецензії для AllMusic Том Юрек писав: «Від самого початку було очевидно, що [Колтрейн] прагне включити у свою творчість дроновий центр індійської класичної музики і буквально одержима тембральними, хроматичними та гармонійними можливостями струнних. Їй це вдалося, і вона завершила свій період Impulse! з елегантністю, витонченістю та душею».
Метью Кассел з Pitchfork заявив, що Lord of Lords «може бути найбільш екстатичним її записом», назвавши його «нервовим, повільним, пульсуючим організмом звуку». Він зазначив, що, незважаючи на те, що Колтрейн була «на шляху до того, щоб стати повноцінним сваміні», вона «ніколи повністю не відмовлялася від свого коріння…. на Lord of Lords можна почути залишки бібопа в її швидких органних імпровізаціях».
Метью Фіандер з PopMatters прокоментував: «Сама широта цього звучання приголомшує, і те, як це поєднує формальні оркестрові партії з експериментаторством Колтрейн, звучить напрочуд плинно… Хоч як би там не було, тут є легкість, прийняття радості, легкість у мандрах».
Джозеф Нефф з Vinyl District назвав альбом «платівкою вражаючого виміру» і заявив, що його вирізняє «комфорт Колтрейн та рівень інвестицій у дослідження аранжування струнних як посудини для духовної трансцендентності».
У статті для All About Jazz Кріс Мей описав альбом як «гігантський за задумом… Не стільки астральний, скільки галактичний джаз».

## Трек-лист
| #  | Назва                        | Автор                                        | Тривалість |
| -- | ---------------------------- | -------------------------------------------- | ---------- |
| 1. | «Andromeda's Suffering»      | Еліс Колтрейн                                | 9:04       |
| 2. | «Sri Rama Ohnedaruth»        | Еліс Колтрейн                                | 6:12       |
| 3. | «Excerpts from The Firebird» | Ігор Стравинський, аранжування Еліс Колтрейн | 5:43       |
| 4. | «Lord of Lords»              | Еліс Колтрейн                                | 11:17      |
| 5. | «Going Home»                 | традиційна, аранжування Еліс Колтрейн        | 10:02      |

## Персоналії
- Еліс Колтрейн — орган, фортепіано, арфа, литаври, перкусія
- Чарлі Гейден — бас
- Бен Райлі — барабани

Струнний ансамбль
Скрипки:
- Бернар Кунделл
- Джеральд Вінчі
- Ґордон Маррон
- Джеймс Гетцофф
- Дженіс Ґовер
- Леонард Маларський
- Лу Клас
- Мюррей Адлер
- Натан Капрофф
- Рональд Фолсом
- Сідні Шарп
- Вільям Гендерсон

Альти:
- Девід Шварц
- Леонард Селіч
- Мерилін Бейкер
- Майра Кестенбаум
- Роліс Дейл
- Самуель Богосян

Віолончелі:
- Енн Гудмен
- Едгар Люстгартен
- Джен Келлі
- Джеррі Кесслер
- Джессі Ерліх
- Рафаель Креймер
- Рей Келлі